# Klubi Futbollistik Vëllaznimi
Il KF Vëllaznimi è una società calcistica del Kosovo con sede a Giacovizza. Fondata nel 1927, milita nella Liga e Parë la seconda serie del campionato di calcio del Kosovo.

## Palmarès

### Competizioni nazionali
- Liga e Parë: 1

2013-2014

### Altri piazzamenti
- Campionato kosovaro:

Secondo posto: 2007-2008
Terzo posto: 2008-2009, 2011-2012
- Coppa del Kosovo:

Finalista: 2009-2010, 2017-2018
Semifinalista: 2018-2019
- Supercoppa del Kosovo:

Finalista: 2008